# Мадонна из Вевержи
Мадоннa из Вевержи (Βевержская Мадонна; чеш. Madona z Veveří) — средневековая чешская икона Девы Марии с Младенцем, написанная в середине XIV века для капеллы Богоматери Вевержской, расположенной рядом с королевским замком Вевержи близ Брно. Одна из известнейших марианских икон в Моравии, с 2016 года входит в список национальных памятников культуры Чешской Республики. Создателем иконы считается мастер Вышебродского алтаря.

## Описание изображения
Картина написана темперой на мелковой основе, без заметного рисунка, на доске из соснового дерева, покрытой с обеих сторон холстом (размер 79,5 × 62,5 см). В сравнении с более старыми итальянско-византийскими работами, контуры картины более продавлены, и художник использует лазурную технологию цветовых переходов в своих воплощениях. На Мадонне простая, неяркая накидка — красный плащ с синей подкладкой, украшенной золотыми звездами. Плащ, одежда Мадонны и прозрачная рубашка ребёнка оторочены по подолу тонкой отделкой. Корона Мадонны заканчивается кудрявыми листьями. Композиция изображения сродни типу Збраславской Мадонны, более поздних римских Мадонн или Мадонне из Клодзко, но также обнаруживаются некоторые темы из старых Богородичных образов. Присутствие ярких красок напоминает картины итальянского художника Томазо да Модены.
Мотив с изображением Иисуса, держащего в руке тело щегла, часто встречался в Ломбардии и Венето, а также в Сиене с начала века, и появляется также в Райграде королевы Рихезы. По сравнению со старинной итало-византийской Мадонной — Одигитрией, где мать указывает на ребёнка, как на объект поклонения, эта композиция имеет заметный сдвиг в сторону большей близости и гуманизации отношений между матерью и ребёнком, который более согласуется с XIV веком. Кроме того, необычно то, что волосы Марии непокрыты и тело маленького Иисуса голое, едва наполовину покрыто мягкой рубашкой. Образ пронизан системой веропочитаемых (религиозных) символов.

## Реституция
Владельцем иконы является католический приход в Веверска-Битишка. В 1938 году «Мадонну из Вевержи» после выставки в Брно отправили на реставрацию в Прагу, где она пережила военное время. С 1958 года «Мадонна из Вевержи» демонстрировалась в Национальной галерее в Праге. В соответствии с законом Чехии о реституции церковного имущества приход в Веверска-Битишка заявил о своих правах на это произведение искусства и потребовал реституции. По результатам продолжительного судебного процесса Национальная галерея вернула «Мадонну из Вевержи» приходу в Веверска-Битишка. Приход принял решение передать икону во временное пользование епархии Брно для участия в экспозиции Епархиального музея в местном соборе Святых Петра и Павла.